# Olovlig kärnsprängning
Olovlig kärnsprängning är ett brott enligt svensk lag. Brottet finns beskrivet i brottsbalken 22 kapitel, 6c §. 
Den som i strid med Förenta nationernas fördrag om fullständigt förbud mot kärnsprängningar deltar i eller på annat sätt medverkar till utförandet av en kärnvapenprovsprängning eller någon annan kärnsprängning döms för olovlig kärnsprängning till fängelse i högst fyra år, om gärningen inte är att bedöma som krigsförbrytelse enligt lagen (2014:406) om straff för folkmord, brott mot mänskligheten och krigsförbrytelser.
Är brottet grovt, döms till fängelse i högst arton år eller på livstid. Vid bedömande av om brottet är grovt ska särskilt beaktas om gärningen haft stor betydelse för kärnsprängningen eller om gärningen inneburit fara för människor eller för egendom av särskild betydenhet.